# غواتيمالا في الألعاب الأولمبية
غواتيمالا في الألعاب الأولمبية تقوم اللجنة الأولمبية الغواتيمالية بالإشراف في شؤون مشاركة غواتيمالا في الألعاب الأولمبية، شاركت غواتيمالا أول مرة في الألعاب الأولمبية في دورة 1952 في هلسنكي في فنلندا، فازت غواتيمالا حتى الآن بميدالية فضية واحدة كانت في المشي 20 كلم.